# Айкидо
Айкидо (合気道, или още 合氣道, ако се използва по-стар стил канджи) е съвременно японско бойно изкуство (гендай будо). Подобно на другите японски бойни изкуства, освен метод на самоотбрана, айкидо е и начин на духовно и физическо самоусъвършенстване. Името „айкидо“ се изписва с йероглифите „ай“ (съразмерност), „ки“ (енергия) и „до“ (път) и най-общо се превежда като „път на хармоничната сила“. Практикуващият айкидо се нарича айкидока. Освен това, в европейските езици се използва още айкидист. Айкидо е разработено от Морихей Уешиба (наричан от айкидистите О'Сенсей – „големият сенсей“) между 30-те и 60-те години на XX век. В основата на айкидо залягат движения от древната школа Дайто-рю Айки Джу Джуцу (Daitō-ryū Aiki-jūjutsu), в която Уешиба се обучава като млад при Сокаку Такеда.
Айкидо се смята за едно от най-трудните за овладяване японски бойни изкуства. Такемусу Айкидо в превод е традиционно Айкидо и се счита, че това е стила, който пази корените на бойното изкуство без изменения.

## Техники
Айкидо се състои от широк набор от техники, както с голи ръце, така и с оръжие. Принципите на изпълнение на техниките и със, и без оръжие са едни и същи. Основателят Уешиба казва, че „Боят с голи ръце и с оръжие е едно и също“.
Изучаването на айкидо става почти изцяло в рамките на т.нар. договорена практика, при която винаги се знае предварително кой атакува и кой се защитава. Изключение прави каеши уадза, или т.нар. „контратехники“, но и тази практика се различава съществено от традиционната представа за спаринг.

### С голи ръце

#### Атаки
Атаките по време на тренировка по айкидо се извършват само от уке, за да даде възможност на тори да изпълни техниката, която му е преподадена. Задължително изискване към атаката е винаги да бъде искрена, т.е. уке да я извършва, сякаш наистина иска да навреди на тори.
Едни от най-популярните атаки с голи ръце в айкидо са:
Захвати:
- катате дори – захват на разноименни ръце
- катате коса дори – захват на едноименни ръце
- рьоте дори – захват на двете ръце едновременно
- мороте дори – захват на една ръка с две ръце
- ката дори – захват за рамото
- рьо ката дори – захват за двете рамене
- шиме дори – различни видове душащи захвати

Удари:
- шомен учи – вертикален удар към главата
- йокомен учи – страничен удар към главата
- цки – прав удар с юмрук
- мае гери – преден удар с крак
- маваши гери – страничен удар с крак

#### Техники
За да бъде пълноценна, техниката трябва да бъде изпълнена в съответствие с основните принципи на айкидо, някои от които са ма ай („на правилното място“), де ай („в правилното време“), дзан шин („бъди бдителен“), както и с основните характеристики на самата техника. Точните движения, с които тя се изпълнява, не са определени в подробности, затова и съществуват разлики според различните школи.
Техниките почти винаги следват този ред на действия:
1. излизане от линията на атаката
2. извеждане от равновесие
3. хвърляне/заключване

Едни от най-популярните техники с голи ръце в айкидо са:
- кокю наге – хвърляне „в ритъма на дишането“
- иккьо
- никьо
- санкьо
- йонкьо
- ирими наге
- шихо наге
- коте гаеши
- кайтен наге
- тенчи наге
- суми отоши
- джуджи наге
- уде гарами
- коши наге
- уде киме наге
- хиджи киме осае
- судори – „изчезващи“ техники
- гансеки отоши

#### Атеми
Атеми е начин за отваряне на пролука в защитата на противника посредством изпълняването на удар или подобно на удар движение. Атеми се извършват най-често срещу стегнат противник, за да се „отключи“ енергията, насъбрала се във вдървените му крайници. Независимо от обстоятелствата, те са неразделна част от изпълнението на всяка техника в айкидо. Заради това Уешиба казва, че „моето айкидо завършва работата си тогава, когато джудо едва я започва“.
Атеми често се употребява в съответствие с един от основните принципи на Айкидо – да се използва противниковата енергия срещу него. Атеми лесно се нанася на противник, силно устремен в разгърнат удар, като просто се избегне самия удар и се нанесе атака някъде по тялото или главата. Втората атака, макар и не разгърната като първата, може да има по-голяма сила, защото за нея допринася устремът на противника. Има майстори, специализирали се в т.нар. атеми уадза, базирана на този принцип.

### С оръжие
Мнозинството от айкидо-школите по света приемат тренировките с оръжия като неразделна част от обучението по айкидо. Морихей Уешиба е водил тренировки с оръжие единствено и само в доджото в Иуама.
Системите, по които се преподава работа с оръжие, се различават значително според школите.
Най-често използваните оръжия са боккен (дървен меч) и джо (къса тояга). Морихиро Сайто и Такеджи Томита са носители на наследството на О-Сенсей. Те се считат и за учители запазили Айкидо непроменено до наши дни. Връзката между оръжията и техниките без оръжия се казва риай.
В техниките с боккен залягат най-вече похватите от Иуама, когато Уешиба е живял там. Техниките с джо в айкидо са различни и разнообразни. Основно са формите без партньор (ката) от 31 ката и 13 ката. Има също различни техники на джо срещи бокен или джо срещу джо. Съществуват и хвърляния и приковавания с различните видове оръжия, които са обособени в строги по изисквания изпитни програми.

## Обучение
Методите за обучение са различни в почти всяко от отделните доджо в една организация. Обикновено сенсеят (учителят) първо демонстрира техника, а след това я обяснява. Учениците я упражняват помежду си, като се опитват да повторят показаното от сенсея.
Практикуването на техниките може да става при различно разположение на двамата партньори. При суари вадза и двамата са седнали в сейдза, при ханми хандачи вадза единият е в сейдза, а другият – прав, а при тачи вадза и двамата са прави.

### Суари вадза
Отработването на техники в суари уадза има като цел и резултат:
- да увеличи ловкостта на движенията и повратливостта на тялото на айкидиста
- да изгради правилно положение на торса на практикуващия
- да увеличи здравината и гъвкавостта на краката
- да отработи техниката на ръцете
- да възпита у практикуващия стремеж към използване на силата на центъра (хара), а не на ръцете или на краката.

### Ханми хандачи вадза
При ханми хандачи вадза ефектът от тренировката е сходен с този от суари вадза. Разликата е, че когато уке е прав, той има предимства като височина, скорост на движенията и подвижност. Тори трябва да неутрализира тези предимства чрез максимално изчистване на движенията си и отработване на техниката.

### Тачи вадза
При работата в тачи вадза айкидистът се учи да се движи така, че да поддържа добра стойка на тялото си, да не нарушава равновесието си и същевременно да изпълнява ефективно техниките.

## Разновидност на движенията

### Ирими и тенкан
Ирими и тенкан са основните движения на тялото по време на изпълнение на айкидо техника. Ирими е принципа на влизането в противника, при това движение се „превзема“ центъра на противника. Тенкан е принципа на пропускането, най-често се извършва чрез завъртане на тялото към гърба. Двата принципа са неразделно свързани.

### Омоте и ура
Омоте и ура са двата начина да се изпълни техника в айкидо. Омоте е вариант на техниката, в който се изпълнява ирими, а ура – при който се изпълнява тенкан.

### Сото и учи
При техниките уде гарами и кайтен наге двата варианта не се наричат ирими и тенкан, а сото и учи. Учи се нарича вариантът, при който се минава под ръката на противника, а сото – този, при който се минава от външната ѝ страна.

## Майстори на Айкидо от различните школи
- Морихей Уешиба – основател на Айкидо
- Морихиро Сайто - пазител на Айкидо стила на О-Сенсей
- Кишомару Уешиба – вторият Дошу
- Моритеру Уешиба – третият Дошу
- Такеджи Томита – 8 дан Такемусу Айкидо
- Кенджи Томики – 8 дан, основател на Шодокан Айкидо
- Кенджи Шимицу – 8 дан, основател на Тендо Рю
- Ясоу Кобаяши – 8 дан Айкикай, основател на Кобаяши доджо
- Фумио Тойода – 8 дан
- Стивън Сегал – 7 дан Айкикай
- Кристиан Тисие – 8 дан Айкикай
- Емидио Леца - 8 дан Такемусу Айкидо

## Български майстори по Айкидо
- Светозар Ангелов - 6 дан Такемусу айкидо

## Степени
Степените в айкидо са според системата кю/дан. Има известни разлики в структурирането на ученическите степени (кю), изискванията и необходимото време за придобиване според различните школи. Най-често най-ниското кю е 7-о. Височината на кю е в обратна пропорция с реда на номерата – 1-во кю е най-високо. При майсторските степени е обратно – 1-ви дан е най-нисък.
Степените до 4-ти дан в айкидо се защитават на изпит, като на него от айкидиста се изисква да демонстрира зададени от изпитната комисия техники. Степените след 4-ти дан се дават за заслуги към айкидото.